# توني كاكو
من مواليد 1975 مغني فنلندي. حيث اشتهر بكونه المغني والملحن الرئيسي لمجموعة Sonata Arctica منذ عام 